# Cyriak Accord

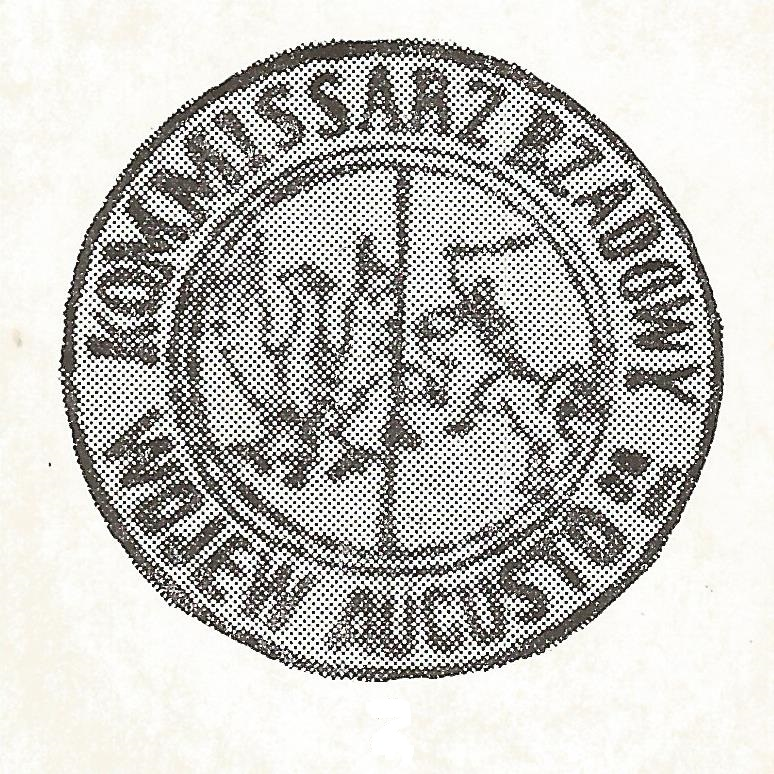
Pieczęć Komisarza Rządowego Województwa Augustowskiego używana przez Cyriaka Accorda w okresie powstania styczniowego. Źródło: J. I. Sztakelberg, Pieczęcie powstańcze 1863-1864, Warszawa 1988

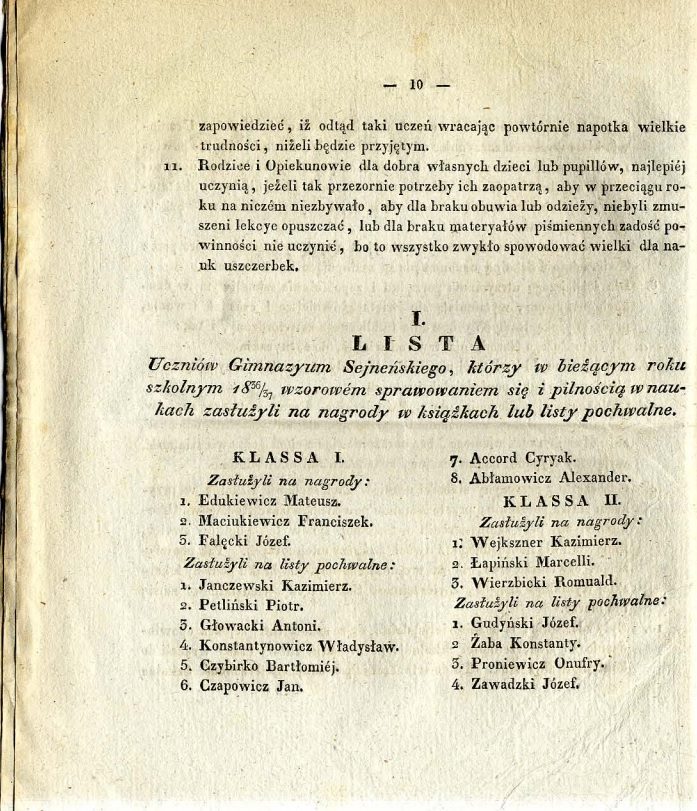
Lista uczniów nagrodzonych w roku szkolnym 1836/37. Wśród nagrodzonych listami pochwalnymi Cyryak Accord, uczeń klasy I. Źródło: Akt uroczysty zakończenia rocznego biegu nauk w Gimnazyum Sejneńskiem..., Suwałki 1837

Cyriak Patrycy Seweryn Accord (Akord), ps. Sowiński (ur. 29 marca 1826 r. w Sejnach, zm. 25 sierpnia 1881 r. w Wiedniu) – inżynier budowy dróg i mostów, działacz niepodległościowy, naczelnik cywilny województwa augustowskiego w powstaniu styczniowym, zesłaniec.

## Życiorys
Urodził się w Sejnach, w 1826 r. w rodzinie lekarza Józefa Samuela Accorda i Małgorzaty z Wiewiórkowskich. Ojciec wykonywał zawód aptekarza. Jak pisze Jerzy Wiśniewski zdarzało się, że lekarze porzucali swój zawód na rzecz intratniejszego wówczas zajęcia aptekarskiego.

Kwestie zarówno daty urodzenia Cyriaka, jak i pisowni nazwiska nie są jednoznaczne. Wiadomo, że jego siostra – Zygmunta z Accordów Filipkowska, podaje rok 1827, jako datę urodzenia brata. Datę tę odnotowuje także Adam Lewak w Polskim Słowniku Biograficznym. Natomiast Henryk Matejczyk w swoim artykule wymienia rok 1817 jako datę urodzenia, stosuje też inną formę nazwiska, mianowicie Akord. Odnaleziona jednakże w sejneńskiej parafii metryka jednoznacznie wskazuje datę urodzenia na 29 marca 1826 r.

Accord kształcił się początkowo w Sejnach i Suwałkach następnie w gimnazjum w Warszawie. Z powodu czytania nielegalnych książek został wydalony ze szkół. Udał się do Królewca, gdzie (ok. 1845 r.) wstąpił na uniwersytet (słynna Albertynka).

W tym też czasie nawiązał kontakty z Towarzystwem Demokratycznym Polskim. Zajął się przygotowywaniem wystąpień niepodległościowych 1846 r. w Augustowskiem. Po powrocie do domu rodziców w Majkunach, 14 lutego 1846 r. został aresztowany i osadzony w cytadeli warszawskiej, potem przeniesiony do Modlina, po czym skazany na 10 lat rot aresztanckich i zesłany do Ust'-Kamienogorska. W 1852 r. został skierowany do gminy nielubińskiej (okręg tomski). W 1855 r. po objęciu tronu przez Aleksandra II skorzystał z ogłoszonej amnestii. Przez Turcję wrócił do kraju.
Początkowo zamieszkał w Boczkienikielach, u siostry Zygmunty, następnie wydzierżawił majątek skarbowy (donacyjny) Berżniki. Osiadł tu wraz z poślubioną Franciszką z Orwidów (krewna Jakuba Gieysztora). Dzięki swojej wcześniejszej rewolucyjnej działalności stał się jednym z bardziej wpływowych ziemian sejneńskiego powiatu. W 1861 r. dołączył do rady powiatu. Należał do organizacji „białych”, sprawował funkcje kontrolera i komisarza.

Czynnie zajmował się organizowaniem powstania styczniowego (1863 r.). Uważał jednak, iż walki powstańcze powinny mieć umiarkowany charakter. Reprezentował postawę zachowawczą i dość ostrożnie podchodził do radykalnych działań. Stąd też zapewne wzięło się określenie jego osoby mianem „starego kunktatora”. Józef Karpowicz tak wspominał spotkanie z Accordem: Człek to był w wieku już starszym, ongiś, po roku 1848 wysłany na Sybir, skąd powróciwszy osiadł na dzierżawie, olbrzymiej tuszy, powolny, nie energiczny, został z ramienia Rządu narodowego wojewodą augustowskim. Przez kilka miesięcy pełnił funkcję cywilnego naczelnika województwa augustowskiego. W tym czasie jego ochroną osobistą zajmowali się Tatarzy litewscy: Romuald Smolski i Aleksander Buczacki. Smolski tak wspominał ten okres Wojewoda Akord nas dwóch Tatarów [...] zabrał do ochrony swojej i asystencji. Służyliśmy wiernie, pod koniec powstania przewieźliśmy Akorda do Prus na emigrację.
Jakub Gieysztor podaje, iż ze względu na poszukiwania przez żandarmerię i policję gdy na głowę jego [Accorda] wysoką naznaczono cenę, uszedł za granicę rozstawionymi końmi wyścigowemi Michała hr. Wołłowicza (żoną i dziećmi na razie opiekowali się p.p. Filipkowscy). Wyjechał do Niemiec, gdzie w Dreźnie i Lipsku działał jako agent Rządu Narodowego zajmując się nadzorem dostaw broni dla powstania. Współpracował ze Stanisławem Olszańskim – komisarzem Komunikacji Rządu Narodowego. Został oddelegowany do Szwecji aby tu zająć się sprawą dostarczania broni i amunicji powstańcom. Po upadku powstania jeszcze kilka lat przebywał w Turcji. Działał też na Bałkanach, w Raguzie i Sarajewie, gdzie będąc przedstawicielem Politycznego Biura Korespondencyjnego w Konstantynopolu, prowadził wywiad na rzecz Turcji. W 1870 r. ze względu na wzrost wpływów rosyjskich w Turcji wspomniane Biuro zostało rozwiązane a sam Accord musiał opuścić Turcję.

Powrócił do kraju w 1871 r. Ostatecznie osiadł z rodziną w Galicji (kwestia osobistego bezpieczeństwa), gdzie we Lwowie uzyskał dyplom inżyniera dróg i mostów. Pracował w Wydziale Krajowym. Pod koniec życia zamieszkał w Rzeszowie. Zmarł nagle 25 sierpnia 1881 r. podczas pobytu w Wiedniu. Cyriak Accord, jak podaje w pamiętnikach Jakub Gieysztor, do Wiednia przybył w celu umieszczenia syna na wyższych studjach technicznych.

Źródła dotyczące życia i działalności Accorda są dosyć fragmentaryczne, stąd też wiele rozbieżności i niedomówień dotyczących jego osoby.

## Wspomnienie o rodzinie Cyriaka Accorda
Aleksandra Eichkom w „Kontrastach” z 1970 r. tak pisze o losach rodziny Accordów: (...) Cyriak Accord (...) pozostawił syna, który przez szereg lat był radnym miasta Lwowa. Ożeniony był z panną Stojowską herbu Jordan z Diamentu, z zubożałego odłamu tej niegdyś bogatej rodziny. (...) Accord [tenże syn] umarł w wieku lat blisko dziewięćdziesięciu. W jego domu bardzo żywe były tradycje Powstania Styczniowego. (...) Po synu Cyriaka, Stanisławie, (...) pozostał syn, również Stanisław, inżynier zatrudniony we Lwowie, w dyrekcji kolei. Zginął on w niewyjaśnionych okolicznościach w roku 1939. Żona Stanisława, Hedwiga (z pochodzenia Czeszka) ewakuowana została ze Lwowa do Rosji wraz z dwiema córkami, Ewą, po mężu Prusową oraz Zuzanną i swoją teściową, żoną Stanisława – seniora. Wiem, że (...) Accordowa zmarła w Semipałatyńsku i że tam jest pochowana. Obie jej córki do kraju nie powróciły. (...) starsza, Ewa Prus mieszka w Teheranie, a Zuzanna podobno w Afryce.